# 塔比拉蘭

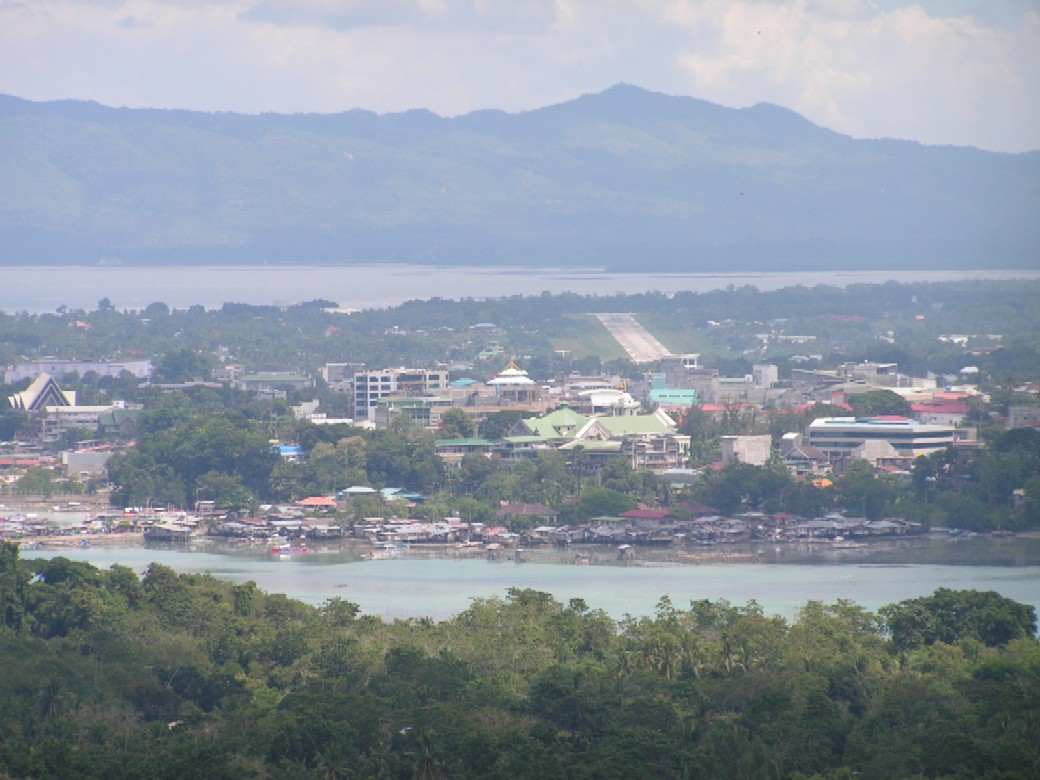

塔比拉蘭市是菲律賓保和省的首府，位於保和島西南角，人口約105,000人 。塔比拉蘭市的陆地面积为32.7平方公里（12.6平方英里），海岸线长13 公里（8.1 英里）。2013年保和地震造成塔比拉兰4人死亡和21人受伤，並且當地的海港、机场和市政厅等建筑物也受損。